# Костел Різдва Пресвятої Діви Марії (Коростишів)
Косте́л Різдва́ Пресвято́ї Ді́ви Марі́ї у Коростишеві — пам'ятка архітектури місцевого значення XVIII століття у бароко-ренесансому стилі. 

## Історія
Початок історії відноситься до 1608 року, коли освячено перший дерев'яний костел. Це сталось завдяки Адаму (який прийняв католицизм замість православ'я) та Анни Олізарам.
Перебудова з дерев'яного на кам'яний стиль бароко зі стилем Людовіка XVI відноситься до 1776—1779 років за кошти роду Олізарів. У 1802 році Пилип Олізар добудовує до костелу усипальницю роду Олізарів, яким належало право володіти Коростишівщиною. Відомо, що у 1855 році костелом консекрував єпископ Єровський.
За часи радянської України костел функціював до 1936 року, у 1936—1938 роках використовувався як склад зерна. З 1938 по 1991 рік як кінотеатр.
У часи незалежної України, з 1991 року костел був переданий римо-католицькій громаді. У 1997 році завершені ремонтні роботи. Реставровано частини внутрішнього та зовнішнього приміщення. 9 листопада 1997 року костелом консекрував єпископ Станіслав Широкорадюк.
27 вересня 2008 року у святкування 400-річчя парафії архієписком Іван Юркович освятив годинник і куранти на вежі костелу.
Сучасну парафію обслуговує товариство святого Франциска Салезького.

## Архітектура
Стиль пам'ятки характерний до бароко-ренесансового. Інтер'єр храму складають твори польського майстра Фурдини. Перед костелом розташований пам'ятник Густаву Олізару.

## Галерея

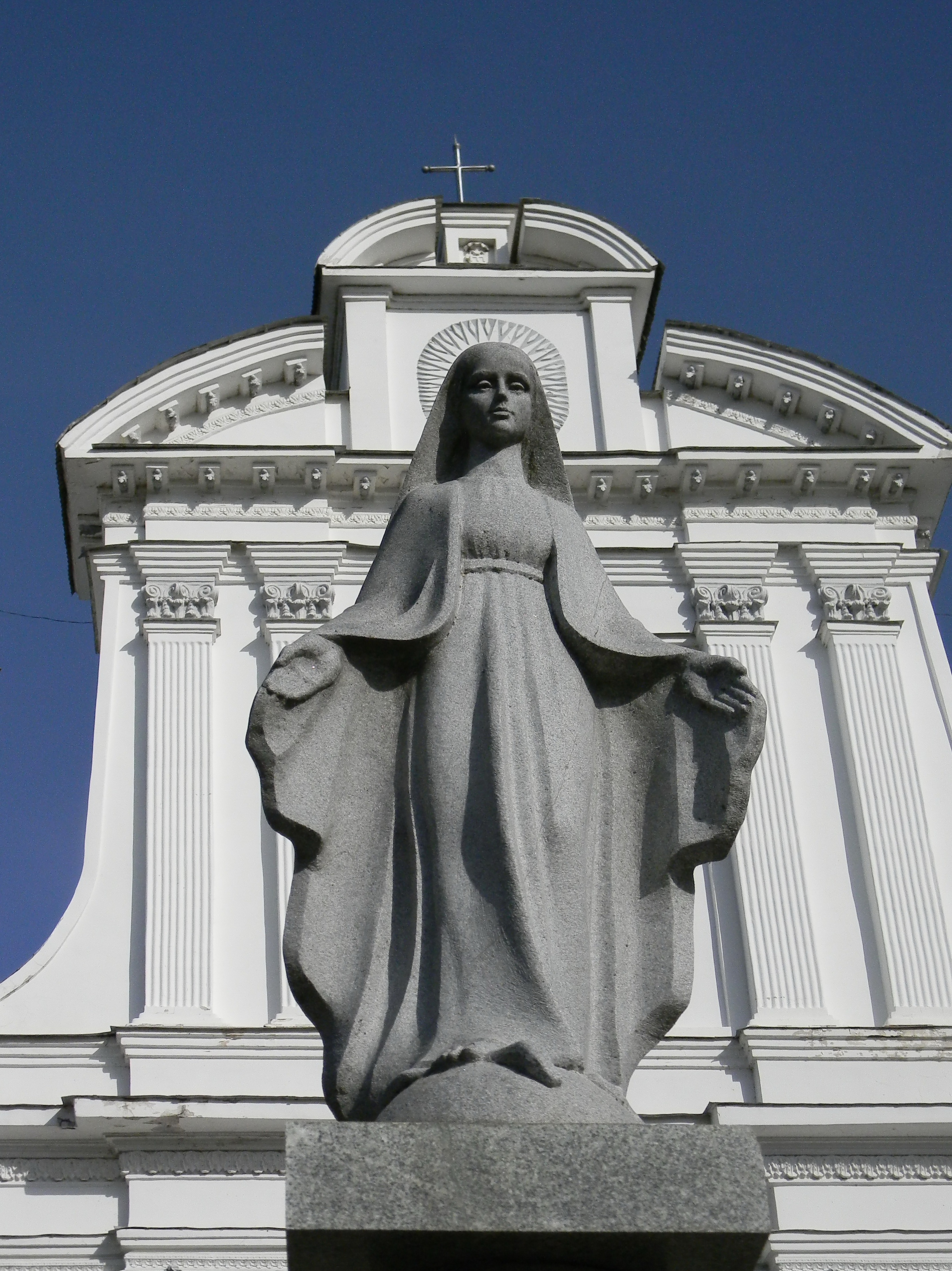
Пресвята Діва Марія
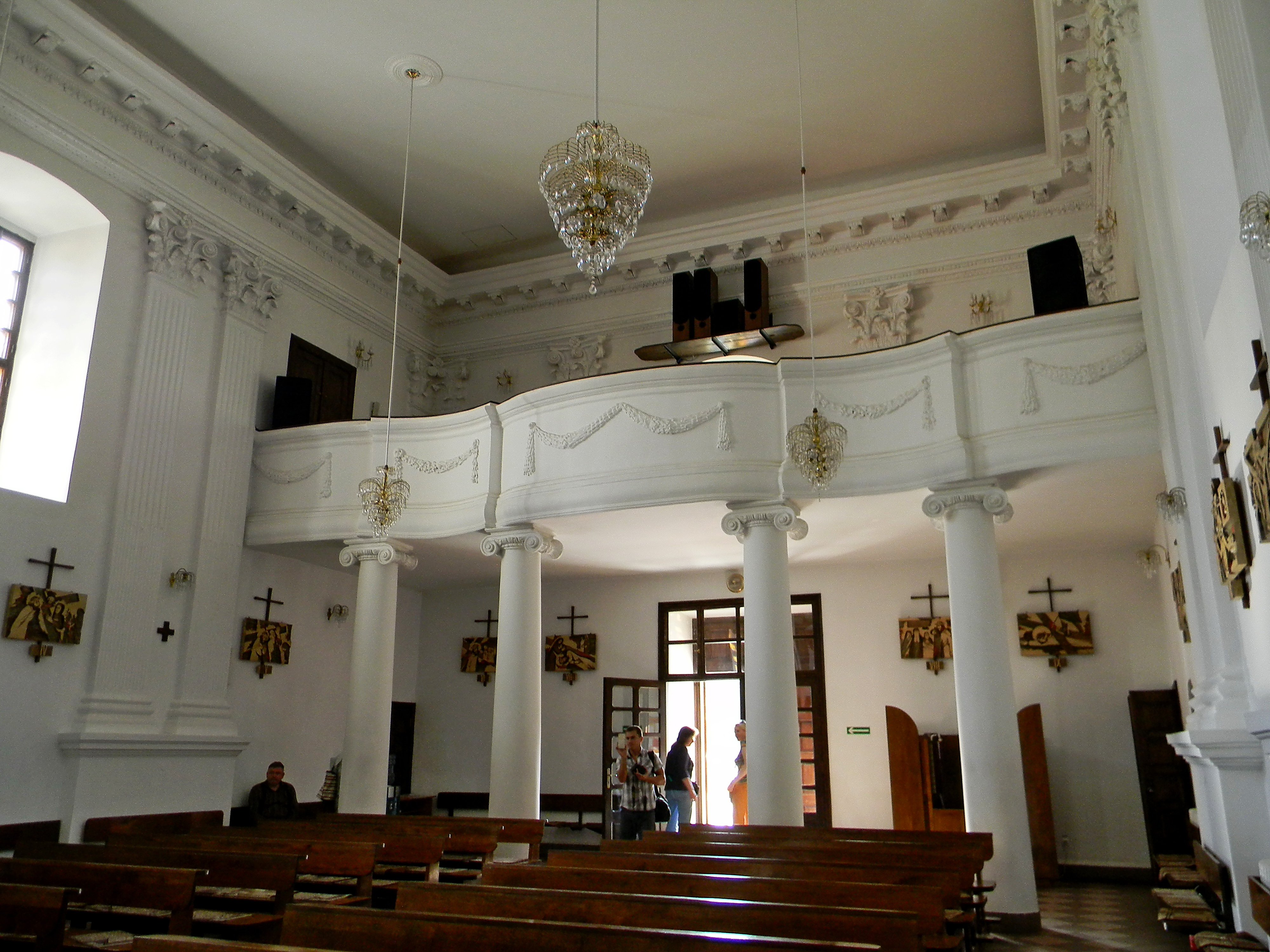
Хори костелу
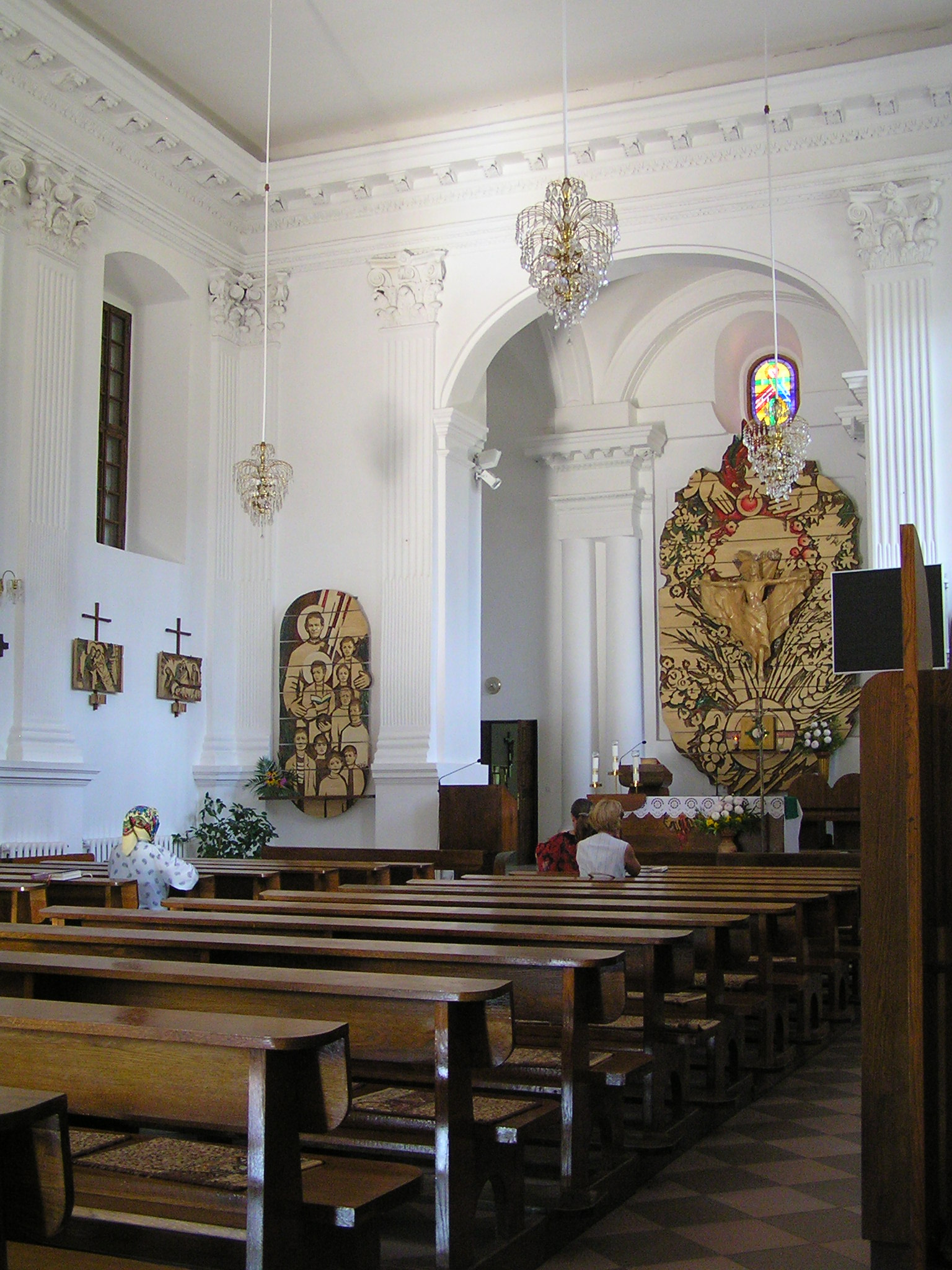
Інтер'єр костелу